# Maisières (ort i Belgien)
Maisières är en ort i Belgien. Den ligger i provinsen Hainaut och regionen Vallonien, i den centrala delen av landet, 50 km sydväst om huvudstaden Bryssel. Maisières ligger 38 meter över havet och antalet invånare är 3 375.
Terrängen runt Maisières är huvudsakligen platt. Maisières ligger nere i en dal. Runt Maisières är det tätbefolkat, med 511 invånare per kvadratkilometer.. Närmaste större samhälle är Mons, 3,9 km söder om Maisières. 
Omgivningarna runt Maisières är en mosaik av jordbruksmark och naturlig växtlighet.